# Gabriela Medina
Gabriela Elizabeth Medina Solórzano (née le 3 mars 1985 à Guadalajara) est une athlète mexicaine, spécialiste du 400 m et du 800 m.
Elle remporte le titre du 800 m lors des Championnats ibéro-américains 2014.
Ses meilleurs temps sont de :
- 400 m, 51 s 25 à Xalapa le 11 mai 2008,
- 800 m, 2 min 1 s 50 à Mayagüez le 17 juillet 2011.